# 毛二可
毛二可（1934年1月26日—），内蒙古自治区赤峰人，雷达、信息处理技术专家，中国工程院院士，北京理工大学信息与通信工程学科教授、博士生导师。
1995年，获选中国工程院信息与电子工程学部院士。